# Leptacris javanica
Leptacris javanica är en insektsart som beskrevs av Willemse, C. 1955. Leptacris javanica ingår i släktet Leptacris och familjen gräshoppor. Inga underarter finns listade i Catalogue of Life.